# Rire et Chansons
Rire et Chansons est une station de radio française de NRJ Group.
Elle propose un programme en France parmi les stations de radio thématiques nationales, alternant principalement sketches ou canulars téléphoniques avec de la musique essentiellement pop/rock et variété française. 

## Historique
Rire et Chansons est créée par Jean-Paul Baudecroux en 1989 à Paris sur la fréquence parisienne du défunt réseau Pacific FM (réseau racheté par le groupe NRJ et dont les fréquences en régions sont redistribuées à Chérie FM).
Cette nouvelle radio de l’époque se concentre entre autres sur l’univers musical, mais elle diffuse majoritairement des émissions humoristiques étoffées de sketchs et de blagues en tout genre.
En 1995, le groupe NRJ crée « GIE RIRE » (pour « radios indépendantes régionales ») afin de commercialiser plusieurs radios locales, qui diffusent un programme non identifié semblable à la station parisienne Rire & Chansons. Le réseau est créé avec le soutien de Marc Zénou, président du SNRP (Syndicat national des radios privées) et patron de Radio Star (Mulhouse) et Radio Service. Les programmes des locales disparaissent pour céder la place à un programme sans animateur identifié par le slogan « la radio du rire ».
En 1997, NRJ force la main au CSA qui n'a pas encore autorisé le groupe à créer un nouveau réseau national. Le programme des radios affiliées est alors rebaptisé Rire & Chansons. Après négociations, NRJ s'engageant à maintenir les stations locales et leur personnel, le CSA autorise officiellement la création du réseau[réf. nécessaire].
En 1999, à la suite du rachat de Nostalgie par NRJ, le CSA contraint NRJ à fermer les stations locales de Rire & Chansons pour éviter une situation de monopole du groupe sur le marché de la publicité locale. Cette décision permettra à NRJ de conserver un réseau national à moindres frais, sans avoir à supporter les coûts liés aux frais de personnel des stations locales du réseau.
En 2000, entre Rire & Chansons et Nostalgie propose à Philippe Bouvard une émission après son remplacement momentané à la tête des Grosses Têtes sur RTL mais ce dernier rejoindra finalement l'équipe de On va s'gêner menée par Laurent Ruquier et diffusée à la même heure sur Europe 1.
De 2003 à 2012, la radio se signale par des canulars téléphoniques de l'animateur et humoriste Gérald Dahan. Plusieurs personnalités politiques comme Jean-Pierre Raffarin ou Nicolas Sarkozy et des personnalités sportives comme Raymond Domenech et Zinédine Zidane ont été piégées par l'animateur. Le 22 février 2012, après la divulgation sur internet d'un canular téléphonique au détriment du candidat à l'élection présidentielle française de 2012, Nicolas Dupont-Aignan, la radio décide de stopper sa collaboration avec l'animateur.
En septembre 2011, à la suite de l'éviction de Laurent Baffie d'Europe 1, la station lui propose de venir animer C'est quoi ce bordel ? sur son antenne chaque semaine.

## Identité de la station

### Siège
Le siège de la station se situe au 22, rue Boileau, dans le 16e arrondissement de Paris.

### Capital
Le capital de la radio est détenu à 100 % par NRJ Group (société appartenant à 75 % à Jean-Paul Baudecroux).

### Logos

Logo de Rire et Chansons de 14 novembre 1989 à décembre 2000
Logo de Rire et Chansons de janvier 2001 à novembre 2006.
Logo de Rire et Chansons de novembre 2006 à mars 2012
Logo de Rire et Chansons de mars 2012 au 31 août 2020
Logo de Rire et Chansons depuis le 31 août 2020 au 18 mars 2024.
Logo de Rire et Chansons depuis le 18 mars 2024.

### Slogans
- De 2003 à 2006 et avant 2012 : «Du Rire et du Rock / Du rire garanti toutes les 3 minutes »
- 2012-2016 : « La radio officielle du rire ! »
- De 2001 à 2002 et depuis 2017 : « La radio du rire ! »

### Voix antenne
- 1995-2000 : Richard Darbois
- 2001-2006 : Philippe Dumat
- 2006-2020 : Patrick Poivey
- 2008-2011 / 2020-2022 : Céline Monsarrat
- 2011-2014 / 2022-2023 : Victoria Piscina
- depuis 2020 : Christophe Lemoine
- depuis 2021 : Emmanuel Curtil

## Programmation

### Événementiel
- Du 22 au 25 mars 2017, Rire et Chansons a retransmis la 12e édition du festival Les Sérénissimes de l'humour depuis le Grimaldi Forum Monaco[10].
- du 27 juin au 1er juillet 2017, Rire et Chansons est le partenaire officiel du premier Festival d'Humour M'Rire à Marseille[11].
- Le 3 décembre 2018, Rire & chansons, partenaire du 29e Montreux Comedy Festival, diffuse en direct le gala de clôture de l'événement[12].

## Diffusion

### Modulation de fréquence
La radio Rire et Chansons est diffusée sur la bande FM partout en France, comme une radio de catégorie D telles que définies par le CSA.

### Webradios
Rire et Chansons est disponible sur internet, en streaming, de même que par diverses variantes spécialisées de son contenu
- Rire & Chansons
- Rire & Chansons Sketchs
- Rire & Chansons Nouvelle Génération
- Rire & Chansons Comedy Club
- Rire & Chansons Canulars
- Rire & Chansons Blagues
- Rire & Chansons Humour du Sud
- Rire & Chansons Francophonie
- Rire & Chansons Duos
- Rire & Chansons Les Interdits
- Rire & Chansons Stand-Up
- Rire & Chansons Vos stars du rire préférées du jour
- Rire & Chansons Nouveautés
- Rire & Chansons One Woman Show
- Rire & Chansons Collectors
- Rire & Chansons Élie Semoun
- Rire & Chansons 100% Live
- Rire & Chansons Vacances (seulement l'été)
- Rire & Chansons En Amoureux (seulement le 14 février)
- Rire & Chansons Noël (seulement à la période de Noël)